# Litografiskt Allehanda

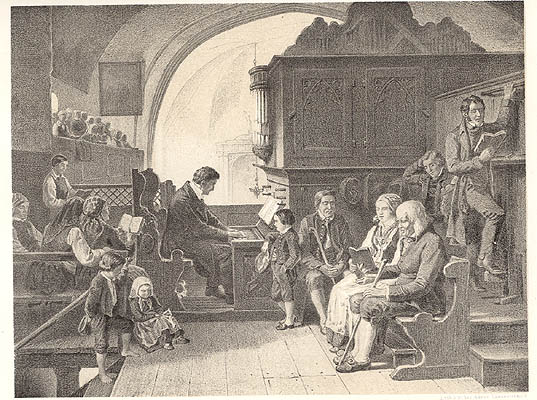
En orgelnist, litografisk reproduktion av en målning av Bengt Nordenberg från Litografiskt Allehanda

Litografiskt Allehanda var en tidskrift som utgavs  i Stockholm från december 1859 till december 1865. 
Titeln  hade 1864-1865 tillägget: Album för Svensk konst.
Utgivare var  A. J. Salmson 1859-60 (12 häften) och av bokhandlaren Sigfrid Flodin 1861-65.  Bland medarbetarna i tidskriften fanns  Richard Bergström, Edward Bäckström och J. A. Kiellman-Göransson.
Tidskriften innehöll litografiska reproduktioner av svensk konst. Mestadels var det tonlitografier i en färg, men även några flerfärgslitografier förekom. Bland konstnärerna som publicerades fanns Bengt Nordenberg, Johan Christoffer Boklund, Carl d'Unker med flera. Tidskriften spred kännedom om svensk konst i landet och bidrog till flera konstnärers popularitet. Även bilder föreställande olika geografiska platser publicerades. Tidskriften betecknades som ett stort framsteg inom svenska litografins utveckling.
Tidskriften trycktes hos J. W. Lundberg 1859, I. Marcus 1860, J. & A. Riis 1861 till november 1864, Louise Söderquist december 1864 till april 1865, Sigfrid Flodin maj till december 1865.  Typsnitt var antikva med litografier tryckta hos A. J. Salmson.
Enligt Sveriges periodiska publikationer gavs tidskriften  ut en gång i månaden med 8 sidor och 4 planscher per nummer i kvarto med 2 spalter och satsyta 23,5 till 21 x 17,4 till 18 cm stor. Priset var 12 riksdaler riksmynt per årgång jämte gratispremie.
Enligt Charlotte Lidmans arbete Litografiskt Allehanda 1859-1865 Konsten att skapa ett album för svensk konst var utgivningen som följer
"De första tre åren gavs det ut fyra häften per år till ett pris av 1-2 riksdaler beroende på häftet storlek. Från 1862 och framåt utgavs det två häften i månaden till ett pris av 50 öre stycket. Det fanns även ett premium som innebar att om prenumeranten betalade en hel årgång i förskott så erhöll man en större litografisk plansch på köpet, vilket var ett sätt att knyta till sig trogna kunder."